# Epidendrum mojandae
Epidendrum mojandae är en orkidéart som beskrevs av Rudolf Schlechter. Epidendrum mojandae ingår i släktet Epidendrum och familjen orkidéer. Inga underarter finns listade i Catalogue of Life.